# Turnagra
Turnagra bezeichnet eine Gattung von Pirolen innerhalb der Singvögel, die auf der Insel Neuseeland endemisch war. Die beiden einzigen Vertreter gelten seit Mitte des 20. Jahrhunderts als ausgestorben.

## Arten

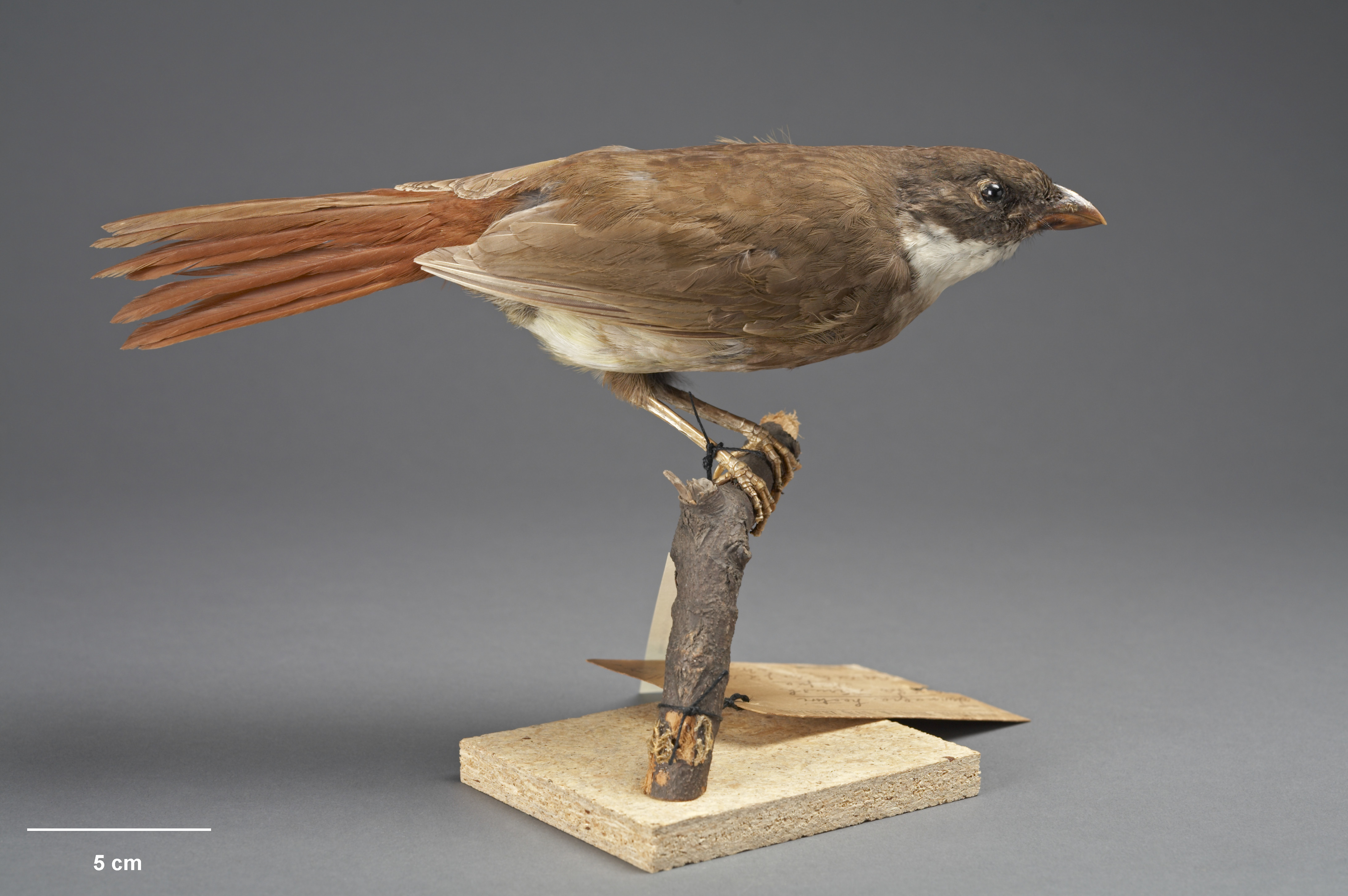
Ausgestopftes Exemplar eines Nordinsel-Pirols aus dem Te Papa Museum

- Südinsel-Pirol,  Turnagra capensis (Sparrman, 1787) – Ausgestorben
  - Turnagra capensis capensis (Sparrman, 1787)[1] – Ausgestorben ca. 1955
  - Stephens-Island-Pirol, Turnagra capensis minor H. H. Fleming, 1915[2] – Ausgestorben ca. 1897
- Nordinsel-Pirol, Turnagra tanagra (Schlegel, 1866)[3] – Ausgestorben ca. 1963

## Merkmale
Der Südinsel-Pirol war ein mittelgroßer, hauptsächlich olivbrauner Singvogel mit rotbraunen Flügeln und Schwanz und einer weiß-braun gestreiften Unterseite. Der robuste, dunkelbraune Schnabel endete in einer scharfen Spitze. Der Oberschnabel war leicht gebogen. An der Schnabelbasis und über den Nasenlöchern befanden sich kurze Schnabelborsten. Die Augen waren gelb, und die langen Beine waren dunkelbraun.  Die Geschlechter sahen gleich aus. Eine auf Stephens Island vorkommende Unterart war kleiner, mit einer gestreiften Krone und rotbrauner Färbung an Kopf und Flügeln.
Der Nordinsel-Pirol war im Vergleich grau-braun mit einer markanten, klar abgegrenzten weißen Kehle und Oberbrust und einem rötlich gefleckten Schwanz. Die Krone, der Nacken und das Gesicht waren grau bis olivbraun, der Rücken und die Oberflügel mittelbraun und die Unterbrust mittelgrau. Bauch und Steiß waren schmutzig weiß.

## Etymologie und Systematik
Im Deutschen wurden sie früher als Neuseeland-Drosseln bezeichnet, sie haben allerdings nur eine zufällige flüchtige Ähnlichkeit mit der Drosselfamilie. Die Gattung Turnagra stand früher in der eigenen Familie Turnagridae; anhand von DNA-Untersuchungen hat man jedoch festgestellt, dass sie mehr mit der Familie der Laubenvögel Australiens gemein haben. Daher hat das International Ornithological Committee im Jahre 2010 einen Transfer der Gattung Turnagra in die Familie Ptilonorhynchidae vorgenommen. Eine weitere Studie aus dem Jahre 2011 ergab eine nahe Verwandtschaft mit den Pirolen, woraufhin 2012 der Transfer in die Familie Oriolidae erfolgte.

## Lebensweise
Über ihre Lebensweise ist wenig bekannt. Sie bewohnten das Unterholz und den Waldboden. Ihre napfförmigen Nester wurden in wenigen Metern Höhe in Bäume gesetzt. Das Gelege bestand aus zwei bis vier Eiern. Walter Buller beschrieb ihre Rufe als zu den schönsten aller neuseeländischen Vögel gehörend. Sie waren auch in der Lage, die Rufe anderer Vögel nachzuahmen. Sie waren Allesfresser, und es gibt Aufzeichnungen darüber, dass sie über einem Fluss nach Insekten jagten und Spinnen, Früchte und Hafer fraßen.

## Aussterben
Die Hauptgründe für ihr Aussterben waren die ausgedehnte Entwaldung im ganzen Land (vor allem im Tiefland) und die Einführung von Säugetieren, insbesondere Ratten, die auf der Nord- und Südinsel im 19. Jahrhundert während der europäischen Besiedlung das Aussterben beider Arten verursacht haben. Der letzte verifizierte Nordinsel-Pirol wurde 1902 erlegt. Der Südinsel-Pirol wurde 1905 zuletzt dokumentiert. Unbestätigte Berichte soll es bis Mitte der 1950er Jahre gegeben haben. Pläne zur Umsiedlung von Vögeln auf räuberfreie Inseln wurden diskutiert, aber nie umgesetzt.